# Nati nel 1965/Marzo
| Questa pagina contiene informazioni ricavate automaticamente dalle voci biografiche con l'ausilio del template Bio e di un bot. L'aggiornamento è periodico e automatico e ricostruisce completamente la pagina. Se manca una persona in questa lista, sei pregato di non aggiungerla, ma accertati piuttosto che la sua voce biografica contenga il template Bio e che i dati anagrafici siano correttamente compilati. Se il template Bio manca, inseriscilo tu stesso o, in alternativa, metti l'avviso {{tmp\|Bio}} che ne segnala la mancanza. Se i dati riportati sono sbagliati, correggi direttamente la voce biografica; le modifiche saranno visibili in questa lista entro pochi giorni. Per chiarimenti vedi il progetto biografie. La lista contiene solo le 325 persone che sono citate nell'enciclopedia e per le quali è stato implementato correttamente il template Bio. Pagina aggiornata al 18 ago 2025. |

- 1º marzo - Charles Beckman, ex tennista statunitense
- 1º marzo - Booker T, ex wrestler statunitense
- 1º marzo - Aaron Cox, ex giocatore di football americano statunitense
- 1º marzo - Mike Dean, produttore discografico statunitense
- 1º marzo - Chris Eigeman, attore statunitense
- 1º marzo - Hwangbo Kwan, allenatore di calcio, ex calciatore e dirigente sportivo sudcoreano
- 1º marzo - Lou Ye, regista e sceneggiatore cinese
- 1º marzo - Emil Săndoi, allenatore di calcio e ex calciatore rumeno
- 2 marzo - Ami Bera, politico e medico statunitense
- 2 marzo - Frank Schindel, cantante tedesco
- 2 marzo - Florent-Emilio Siri, regista e sceneggiatore francese
- 2 marzo - Michele Tomasi, apneista italiano
- 2 marzo - Raffaele Topo, politico italiano
- 3 marzo - Tedros Adhanom Ghebreyesus, politico e funzionario etiope
- 3 marzo - Ian Beattie, attore nordirlandese
- 3 marzo - Gioacchino Criaco, scrittore italiano
- 3 marzo - Eric DaRe, attore statunitense
- 3 marzo - Francesca Del Fabbro, giocatrice di curling italiana
- 3 marzo - Oscar Dertycia, ex calciatore argentino
- 3 marzo - Basaula Lemba, ex calciatore della Repubblica Democratica del Congo
- 3 marzo - Dave Regis, ex calciatore inglese
- 3 marzo - Ruben Rodriguez, ex giocatore di football americano statunitense
- 3 marzo - Dragan Stojković, allenatore di calcio, dirigente sportivo e ex calciatore serbo
- 3 marzo - Valdemar Tomaševski, politico polacco
- 3 marzo - Tuomo Ylipulli, saltatore con gli sci finlandese († 2021)
- 3 marzo - Yoo Dae-soon, ex calciatore sudcoreano
- 3 marzo - Ben van Dael, allenatore di calcio e dirigente sportivo olandese
- 4 marzo - Paul W. S. Anderson, regista, sceneggiatore e produttore cinematografico britannico
- 4 marzo - Vincent Cobos, ex calciatore francese
- 4 marzo - Gerardo D'Amico, giornalista e scrittore italiano
- 4 marzo - Stacy Edwards, attrice statunitense
- 4 marzo - Luigi Gualco, dirigente sportivo e ex calciatore italiano
- 4 marzo - Khaled Hosseini, scrittore e medico afghano
- 4 marzo - Jurij Valentinovič Lončakov, cosmonauta russo
- 4 marzo - Sidik Mia, politico malawiano († 2021)
- 4 marzo - Donata Minorati, ex canottiera italiana
- 4 marzo - John Murphy, compositore britannico
- 4 marzo - Luc Rocheleau, ex schermidore canadese
- 4 marzo - WestBam, disc jockey e musicista tedesco
- 4 marzo - Luca Zanforlin, autore televisivo, conduttore televisivo e scrittore italiano
- 5 marzo - Nadja Abd el Farrag, conduttrice televisiva e cantante tedesca († 2025)
- 5 marzo - Samvel Babayan, generale armeno
- 5 marzo - Fedele Boccassini, cantautore italiano
- 5 marzo - Elena Bodnarenco, politica moldava († 2022)
- 5 marzo - Daniela Ciancio, costumista e scenografa italiana
- 5 marzo - Pierfrancesco De Robertis, giornalista italiano
- 5 marzo - Johnny Ekström, ex calciatore svedese
- 5 marzo - Jorge Macri, politico e imprenditore argentino
- 5 marzo - Paul Meyer, clarinettista e direttore d'orchestra francese
- 5 marzo - Paolo Parente, disegnatore italiano
- 5 marzo - Antonio Rezza, attore, regista e scrittore italiano
- 5 marzo - José Orlando Vinha Rocha Semedo, ex calciatore portoghese
- 6 marzo - Allan Bateman, rugbista a 13 e rugbista a 15 britannico
- 6 marzo - Ravi K. Chandran, direttore della fotografia indiano
- 6 marzo - Tom Chase, attore pornografico statunitense
- 6 marzo - Brian Gayle, ex calciatore inglese
- 6 marzo - John Kerr, allenatore di calcio e ex calciatore canadese
- 6 marzo - Kazuchika Kise, animatore giapponese
- 6 marzo - Daniela Palumbo, giornalista e scrittrice italiana
- 6 marzo - Beata Szamyjer, ex cestista polacca
- 6 marzo - Nildo Viana, sociologo e filosofo brasiliano
- 6 marzo - Zhou Xing-ming, astronomo cinese († 2004)
- 7 marzo - Flipper Anderson, ex giocatore di football americano statunitense
- 7 marzo - Steve Beuerlein, ex giocatore di football americano statunitense
- 7 marzo - Anna-Lena Fritzon, ex triatleta e sciatrice nordica svedese
- 7 marzo - Tore Hadler-Olsen, ex calciatore norvegese
- 7 marzo - Sidney Johnson, ex giocatore di football americano statunitense
- 7 marzo - Marco Marinangeli, compositore, produttore discografico e tastierista italiano
- 7 marzo - Massimo Minto, ex cestista e dirigente sportivo italiano
- 8 marzo - Hamed Bakayoko, politico ivoriano († 2021)
- 8 marzo - Raffaela Bellot, politica italiana
- 8 marzo - Caio Júnior, allenatore di calcio e calciatore brasiliano († 2016)
- 8 marzo - Stefano Coletta, dirigente d'azienda e conduttore radiofonico italiano
- 8 marzo - Ferenc Csipes, ex canoista ungherese
- 8 marzo - Geir Einang, ex biatleta norvegese
- 8 marzo - Giuseppe Grassonelli, mafioso italiano
- 8 marzo - Juan Hernández, ex calciatore messicano
- 8 marzo - Hiroyuki Kikuchi, pilota motociclistico giapponese
- 8 marzo - Pedro Lenz, scrittore svizzero
- 8 marzo - Fátima Lopes, stilista e imprenditrice portoghese
- 8 marzo - Karin Mensah, cantante capoverdiana
- 8 marzo - Laura Montermini, biologa italiana
- 8 marzo - Bernhard Reininger, attore austriaco
- 8 marzo - Carles Sans, ex pallanuotista spagnolo
- 8 marzo - Kenny Smith, ex cestista statunitense
- 8 marzo - Gregorio de Falco, militare e politico italiano
- 9 marzo - Brian Bosworth, attore e ex giocatore di football americano statunitense
- 9 marzo - Gerald Brom, illustratore statunitense
- 9 marzo - Vito Fossella, politico statunitense
- 9 marzo - Agnese Maffeis, ex discobola e pesista italiana
- 9 marzo - Mike Pollock, doppiatore statunitense
- 9 marzo - Antonio Saca, politico e giornalista salvadoregno
- 10 marzo - Gianni Faiola, allenatore di calcio a 5 e ex giocatore di calcio a 5 italiano
- 10 marzo - Alex Fiorio, pilota di rally e dirigente sportivo italiano
- 10 marzo - Anders Jarl, ex ciclista su strada svedese
- 10 marzo - Inge Ludvigsen, allenatore di calcio e ex calciatore norvegese
- 10 marzo - Valdemaras Martinkėnas, allenatore di calcio e calciatore lituano († 2004)
- 10 marzo - Ugo Napolitano, allenatore di calcio e ex calciatore italiano
- 10 marzo - Sirintra Niyakorn, cantante e attrice thailandese
- 10 marzo - Simona Popescu, poetessa e saggista rumena
- 10 marzo - Saeid Rajabi, ex calciatore e ex giocatore di calcio a 5 iraniano
- 10 marzo - Jillian Richardson, ex velocista canadese
- 10 marzo - Marzia Sabella, magistrata italiana
- 10 marzo - Pepsi Tate, bassista britannico († 2007)
- 10 marzo - Rod Woodson, ex giocatore di football americano statunitense
- 11 marzo - Nigel Adkins, allenatore di calcio e ex calciatore inglese
- 11 marzo - Jarvis Basnight, ex cestista statunitense
- 11 marzo - Anatole Collinet Makosso, politico della Repubblica del Congo
- 11 marzo - Vittorio Cosma, tastierista, compositore e produttore discografico italiano
- 11 marzo - Martin Dejdar, attore, conduttore televisivo e doppiatore ceco
- 11 marzo - Caroline Delemer, ex pentatleta francese
- 11 marzo - Marco Franzoso, scrittore italiano
- 11 marzo - Catherine Fulop, attrice, fotografa e modella venezuelana
- 11 marzo - Frank Haith, allenatore di pallacanestro statunitense
- 11 marzo - Johnny Holland, ex giocatore di football americano e allenatore di football americano statunitense
- 11 marzo - Jesse Jackson, Jr., politico, attivista e scrittore statunitense
- 11 marzo - Eric Jelen, ex tennista tedesco
- 11 marzo - Shiho Kaneda, ex calciatrice giapponese
- 11 marzo - Erzsébet Kocsis, ex pallamanista ungherese
- 11 marzo - Wallace Langham, attore statunitense
- 11 marzo - Renato Lombardo, ex lottatore italiano
- 11 marzo - Hiroshi Mikitani, imprenditore e scrittore giapponese
- 11 marzo - Jenny Packham, stilista inglese
- 11 marzo - Gerolf Van de Perre, fumettista belga
- 12 marzo - Rolands Bulders, ex calciatore lettone
- 12 marzo - Madaski, cantante, tastierista e produttore discografico italiano
- 12 marzo - Fran Harris, ex cestista e conduttrice televisiva statunitense
- 12 marzo - Andrea Martinelli, artista italiano
- 12 marzo - Vince Nastoski, ex giocatore di calcio a 5 australiano
- 12 marzo - Ivari Padar, politico estone
- 12 marzo - Roswitha Schreiner, attrice tedesca
- 12 marzo - Molly Van Nostrand, ex tennista statunitense
- 12 marzo - Mirta Wons, attrice argentina
- 13 marzo - Fiona Allen, attrice britannica
- 13 marzo - Steve Bacic, attore croato
- 13 marzo - Bengt Eriksen, ex calciatore norvegese
- 13 marzo - Aristeidīs Karasavvidīs, ex calciatore greco
- 13 marzo - Mario Kopić, filosofo, saggista e traduttore croato
- 13 marzo - Sandro Mazzatorta, politico italiano
- 13 marzo - Benjamin Mouton, attore statunitense
- 13 marzo - Alexander Unzicker, divulgatore scientifico tedesco
- 13 marzo - Xu Tao, allenatore di calcio e ex calciatore cinese
- 14 marzo - Giuseppe Angelini, allenatore di calcio e ex calciatore italiano
- 14 marzo - Sheila Chandra, cantante britannica
- 14 marzo - Aamir Khan, attore, produttore cinematografico e regista indiano
- 14 marzo - Kelvin Martin, ex giocatore di football americano statunitense
- 14 marzo - Billy Sherwood, bassista e chitarrista statunitense
- 14 marzo - Kiana Tom, modella, attrice e conduttrice televisiva statunitense
- 14 marzo - Kevin Williamson, produttore televisivo, sceneggiatore e produttore cinematografico statunitense
- 14 marzo - Evgenij Oleksandrovyč Čuplinskij, serial killer e poliziotto russo
- 15 marzo - James Barclay, scrittore britannico
- 15 marzo - Marcel Gery, ex nuotatore canadese
- 15 marzo - Robyn Malcolm, attrice neozelandese
- 15 marzo - Svetlana Medvedeva, russa
- 15 marzo - Leonardo Michelotti, ex nuotatore italiano
- 15 marzo - Zsolt Petőváry, ex pallanuotista ungherese
- 15 marzo - Pascal Tayot, ex judoka francese
- 16 marzo - Utut Adianto, scacchista e politico indonesiano
- 16 marzo - Sergej Bazarevič, ex cestista e allenatore di pallacanestro russo
- 16 marzo - Cindy Brown, ex cestista statunitense
- 16 marzo - Mark Carney, economista, banchiere e manager canadese
- 16 marzo - Enrico Dindo, violoncellista e direttore d'orchestra italiano
- 16 marzo - Aleksandr Jidkov, ex calciatore azero
- 16 marzo - Kim Sung-moon, ex lottatore sudcoreano
- 16 marzo - Giuseppe Mengoli, vescovo cattolico italiano
- 16 marzo - Cristiana Reali, attrice brasiliana
- 16 marzo - Agapito Rodríguez, ex calciatore peruviano
- 16 marzo - Belén Rueda, attrice e conduttrice televisiva spagnola
- 16 marzo - Francesco Sferra, indologo italiano
- 16 marzo - Miquel Soler, allenatore di calcio e ex calciatore spagnolo
- 16 marzo - Masaaki Yuasa, regista, sceneggiatore e animatore giapponese
- 17 marzo - Caitlin Bilodeaux, schermitrice statunitense
- 17 marzo - Donnie Dee, ex giocatore di football americano statunitense
- 17 marzo - Pasquale Del Vecchio, fumettista italiano
- 17 marzo - Waldemar Kosiński, sollevatore polacco
- 17 marzo - Sven Lodziewski, ex nuotatore tedesco
- 17 marzo - Salvatore Mereu, regista, sceneggiatore e produttore cinematografico italiano
- 17 marzo - Luisinho Quintanilha, ex calciatore brasiliano
- 17 marzo - Alfredo Roberts, ex giocatore di football americano statunitense
- 18 marzo - Alisha Chinai, cantante indiana
- 18 marzo - David Cubitt, attore britannico
- 18 marzo - Dyanna Lauren, attrice pornografica e regista statunitense
- 18 marzo - Yvonne Chaka Chaka, cantante sudafricana
- 18 marzo - Jason McMaster, cantante statunitense
- 18 marzo - Jozef Mihál, politico slovacco
- 18 marzo - Rašid Rachimov, allenatore di calcio e ex calciatore tagiko
- 18 marzo - Ray Stewart, ex velocista giamaicano
- 18 marzo - Yul Vazquez, attore, produttore cinematografico e musicista cubano
- 18 marzo - Sławomir Zawada, ex sollevatore polacco
- 18 marzo - Zeng Guoqiang, ex sollevatore cinese
- 19 marzo - Angelo Cattaneo, militare italiano
- 19 marzo - Nello Cusin, allenatore di calcio e ex calciatore italiano
- 19 marzo - José Iglesias, ex giocatore di calcio a 5 spagnolo
- 19 marzo - Stuart McManus, ex calciatore scozzese
- 19 marzo - José Carlos Nascimento, ex calciatore brasiliano
- 19 marzo - Jeff Pidgeon, doppiatore e animatore statunitense
- 19 marzo - Luca Sani, politico italiano
- 19 marzo - Fred Stoller, attore, doppiatore e regista statunitense
- 20 marzo - William Dalrymple, storico e scrittore britannico
- 20 marzo - Taeko Kawata, doppiatrice giapponese
- 20 marzo - Riccardo Luna, giornalista italiano
- 20 marzo - Jack Miller, ex sciatore alpino statunitense
- 20 marzo - Daniel Moar, ex sciatore alpino canadese
- 20 marzo - Vittoria Piancastelli, attrice italiana († 2015)
- 20 marzo - Merja Raski, cantante finlandese
- 20 marzo - Gundolf Thoma, ex sciatore alpino tedesco
- 20 marzo - Danielle Woodward, ex canoista australiana
- 20 marzo - Benito Zambrano, regista e sceneggiatore spagnolo
- 21 marzo - Giovanni Alberti, matematico italiano
- 21 marzo - Xavier Bertrand, politico francese
- 21 marzo - Richard Cadette, ex calciatore inglese
- 21 marzo - Chen Longcan, ex tennistavolista cinese
- 21 marzo - Jeff Hooker, allenatore di calcio e ex calciatore statunitense
- 21 marzo - Mario Iceta Gavicagogeascoa, arcivescovo cattolico spagnolo
- 21 marzo - Steffen Krauß, calciatore tedesco orientale († 2008)
- 21 marzo - Roger Köppel, giornalista, editore e politico svizzero
- 21 marzo - Maurizio Neri, allenatore di calcio e ex calciatore italiano
- 21 marzo - Paul Rogers, ex calciatore inglese
- 21 marzo - Paul Ronan, attore irlandese
- 21 marzo - Steve Turner, cantante e chitarrista statunitense
- 21 marzo - Wakana Yamazaki, attrice e doppiatrice giapponese
- 22 marzo - Andrea Concetti, basso italiano
- 22 marzo - Fabio Giambrone, politico italiano
- 22 marzo - Stefan Glowacz, arrampicatore e alpinista tedesco
- 22 marzo - Rick Harrison, imprenditore e personaggio televisivo statunitense
- 22 marzo - Roman Hryhorčuk, allenatore di calcio e ex calciatore ucraino
- 22 marzo - Ice MC, rapper e ex ballerino britannico
- 22 marzo - Jorginho, allenatore di calcio e ex calciatore brasiliano
- 22 marzo - Beth Kennedy, attrice statunitense
- 22 marzo - Petra Keppeler, ex tennista tedesca
- 22 marzo - Patrizia Mandanici, fumettista, illustratrice e blogger italiana
- 22 marzo - José Percudani, ex calciatore argentino
- 22 marzo - Jacob van Rijs, architetto olandese
- 22 marzo - Nobuhiro Takeda, ex calciatore e ex giocatore di calcio a 5 giapponese
- 22 marzo - Steve Toussaint, attore britannico
- 22 marzo - Nathalie de Vries, architetto olandese
- 22 marzo - Rob Wainwright, ex rugbista a 15, militare e medico britannico
- 23 marzo - Costanzio Barcella, ex calciatore italiano
- 23 marzo - Sarah Buxton, attrice statunitense
- 23 marzo - Sérgio Luiz Coelho Pinto, ex giocatore di calcio a 5 brasiliano
- 23 marzo - Sabrina Giannini, giornalista, autrice televisiva e conduttrice televisiva italiana
- 23 marzo - Richard Grieco, attore e modello statunitense
- 23 marzo - Aneta Kręglicka, modella polacca
- 23 marzo - José Leal, allenatore di calcio e ex calciatore angolano
- 23 marzo - Mário Tilico, ex calciatore brasiliano
- 23 marzo - Daren Puppa, ex hockeista su ghiaccio canadese
- 23 marzo - Wayne Pére, attore statunitense
- 23 marzo - Nicoletta Simeone, conduttrice radiofonica italiana
- 23 marzo - Giovanni Strazzer, ex ciclista su strada italiano
- 23 marzo - Antônio Benedito da Silva, ex calciatore brasiliano
- 24 marzo - Gabriel Estaba, ex cestista venezuelano
- 24 marzo - Kenny Hillery, bassista statunitense († 1996)
- 24 marzo - Peter Jacobson, attore statunitense
- 24 marzo - Patricia Luna, ex cestista peruviana
- 24 marzo - Camillo Passera, ex ciclista su strada italiano
- 24 marzo - Liano Petrelli, allenatore di pallavolo e ex pallavolista italiano
- 24 marzo - Keiko Saito, ex calciatrice giapponese
- 24 marzo - Patrick Scales, bassista tedesco
- 24 marzo - Elisabetta Spinelli, doppiatrice e direttrice del doppiaggio italiana
- 24 marzo - Stefano Spremberg, ex canottiere italiano
- 24 marzo - Steve Stivers, politico e generale statunitense
- 24 marzo - The Undertaker, ex wrestler statunitense
- 24 marzo - Marián Vajda, allenatore di tennis e ex tennista cecoslovacco
- 24 marzo - Peter Öttl, pilota motociclistico tedesco
- 25 marzo - Roberto Barbi, ex maratoneta italiano
- 25 marzo - Avery Johnson, ex cestista e allenatore di pallacanestro statunitense
- 25 marzo - Stefka Kostadinova, dirigente sportiva e ex altista bulgara
- 25 marzo - Colin Lane, comico, attore e conduttore televisivo australiano
- 25 marzo - Mario Lepe, ex calciatore cileno
- 25 marzo - Melina Marchetta, scrittrice australiana
- 25 marzo - Per Edmund Mordt, ex calciatore norvegese
- 25 marzo - Frank Ordenewitz, ex calciatore tedesco
- 25 marzo - Fabrizio Palermo, bassista e polistrumentista italiano
- 25 marzo - Sarah Jessica Parker, attrice statunitense
- 25 marzo - Jürgen Seeberger, allenatore di calcio tedesco
- 25 marzo - María Isabel Urrutia, politica, ex pesista e ex discobola colombiana
- 25 marzo - Dwight Walton, ex cestista canadese
- 25 marzo - Mary Wayte, ex nuotatrice statunitense
- 25 marzo - Tracie Young, cantante e conduttrice radiofonica britannica
- 26 marzo - Trey Azagthoth, chitarrista statunitense
- 26 marzo - Pat McFadden, politico britannico
- 26 marzo - Frank Calì, mafioso statunitense († 2019)
- 26 marzo - Alejandro Diz, allenatore di pallavolo e ex pallavolista argentino
- 26 marzo - José Manuel Garita Herrera, vescovo cattolico costaricano
- 26 marzo - Jonathan Glazer, regista e sceneggiatore britannico
- 26 marzo - Valéria Monteiro, giornalista, conduttrice televisiva e politica brasiliana
- 26 marzo - Violeta Szekely, ex mezzofondista rumena
- 27 marzo - Adele Allender, ex sciatrice alpina statunitense
- 27 marzo - Simona Brambilla, religiosa italiana
- 27 marzo - Gregor Foitek, pilota di Formula 1 svizzero
- 27 marzo - Gianni Rosa, politico italiano
- 28 marzo - Steve Bull, allenatore di calcio e ex calciatore britannico
- 28 marzo - Anthony Dilweg, ex giocatore di football americano statunitense
- 28 marzo - Roberto Ferrante, produttore discografico italiano
- 28 marzo - Felipe Pérez Roque, politico cubano
- 28 marzo - Derek Sharp, cantante, chitarrista e produttore discografico canadese
- 28 marzo - Tom Tilley, ex hockeista su ghiaccio canadese
- 28 marzo - Srđan Todorović, attore serbo
- 29 marzo - Flavio Arras, doppiatore italiano
- 29 marzo - David Barnea, agente segreto e generale israeliano
- 29 marzo - Kader Ferhaoui, ex calciatore algerino
- 29 marzo - Henrik Nielsen, ex calciatore danese
- 29 marzo - William Oefelein, ex astronauta statunitense
- 29 marzo - Shunzō Ōno, ex calciatore giapponese
- 29 marzo - Paraskeuī Patoulidou, ex ostacolista, lunghista e velocista greca
- 29 marzo - Sue Price, attrice e culturista statunitense
- 29 marzo - Simone Roscini, allenatore di pallavolo italiano
- 29 marzo - Foto Strakosha, allenatore di calcio e ex calciatore albanese
- 29 marzo - Lara Wendel, attrice tedesca
- 30 marzo - Jacqueline Börner, ex pattinatrice di velocità su ghiaccio tedesca
- 30 marzo - Mario Donnini, giornalista e scrittore italiano
- 30 marzo - Juliet Landau, attrice e doppiatrice statunitense
- 30 marzo - Piers Morgan, giornalista e conduttore televisivo britannico
- 30 marzo - Karel Nováček, ex tennista ceco
- 31 marzo - Tom Barrasso, allenatore di hockey su ghiaccio e ex hockeista su ghiaccio statunitense
- 31 marzo - Fabrizio Brancoli, giornalista italiano
- 31 marzo - Patty Fendick, ex tennista statunitense
- 31 marzo - Kevin Greutert, regista e montatore statunitense
- 31 marzo - Jacqueline Kim, attrice statunitense
- 31 marzo - Jean-Christophe Lafaille, alpinista francese († 2006)
- 31 marzo - William McNamara, attore, attivista e regista statunitense
- 31 marzo - Marco Savorani, allenatore di calcio e ex calciatore italiano
- 31 marzo - Steven T. Seagle, fumettista, sceneggiatore e produttore televisivo statunitense
- 31 marzo - Rade Tošić, ex calciatore jugoslavo
- 31 marzo - Juan Carlos Zubzuck, ex calciatore peruviano